# Нагоряна (Киров)
 Нагоряна — деревня в Кировской области. Входит в состав муниципального образования «Город Киров»

## География
Расположена на расстоянии примерно 11 км по прямой на северо-запад от железнодорожного вокзала станции Киров к западу от поселка Костино.

## История
Известна с 1748 года как починок на Малом Кучкове с населением 13 душ мужского пола, в 1764 году 36 жителей. В 1873 году здесь (деревня Большаго и малаго Кучки или Нагоряна) дворов 11 и жителей 93, в 1905 (Малое Кучково или Нвгоряна) 12 и 75, в 1926 (Нагоряне или Малое Кучково) 16 и 76, в 1950 (Нагорена) 14 и 48, в 1989 15 жителей. Настоящее название утвердилось с 1998 года. Административно подчиняется Октябрьскому району города Киров.

## Население
Постоянное население составляло 15 человек (русские 100%) в 2002 году, 6 в 2010.